# Zaglyptogastra cristata
Zaglyptogastra cristata är en stekelart som först beskrevs av Szepligeti 1905.  Zaglyptogastra cristata ingår i släktet Zaglyptogastra och familjen bracksteklar. Inga underarter finns listade i Catalogue of Life.